# Polvo
Os polvos são moluscos marinhos da classe Cephalopoda, da ordem Octopoda (oito pés), possuindo oito braços fortes e com ventosas dispostos à volta da boca. Como o resto dos cefalópodes, o polvo tem um corpo mole, sem esqueleto interno (ao contrário das lulas) nem externo, como o argonauta. Como meios de defesa, o polvo possui a capacidade de largar tinta, de mudar a sua cor (camuflagem, através dos cromatóforos), e autotomia de seus braços.
Os polvos possuem oito braços, ao contrário das lulas e sépias, que, além dos oito braços, possuem dois tentáculos. O hectocótilo que atua na hora da reprodução é um braço modificado. Dado que os seus membros são usados na locomoção, também se pode referir aos polvos como octópodes.
Todos os polvos são predadores e alimentam-se de peixes, crustáceos e outros invertebrados, que caçam com os braços e matam com o bico quitinoso. Ao longo do tempo, foram selecionados polvos com visão binocular e olhos com estrutura semelhante à do órgão de visão do ser humano, tendo percepção de cor. Tais características auxiliam esses animais  na caça.

## Etimologia
"Polvo" se originou do termo grego pól'ypous ("de muitos pés"), através do termo latino polypu.

## Defesa

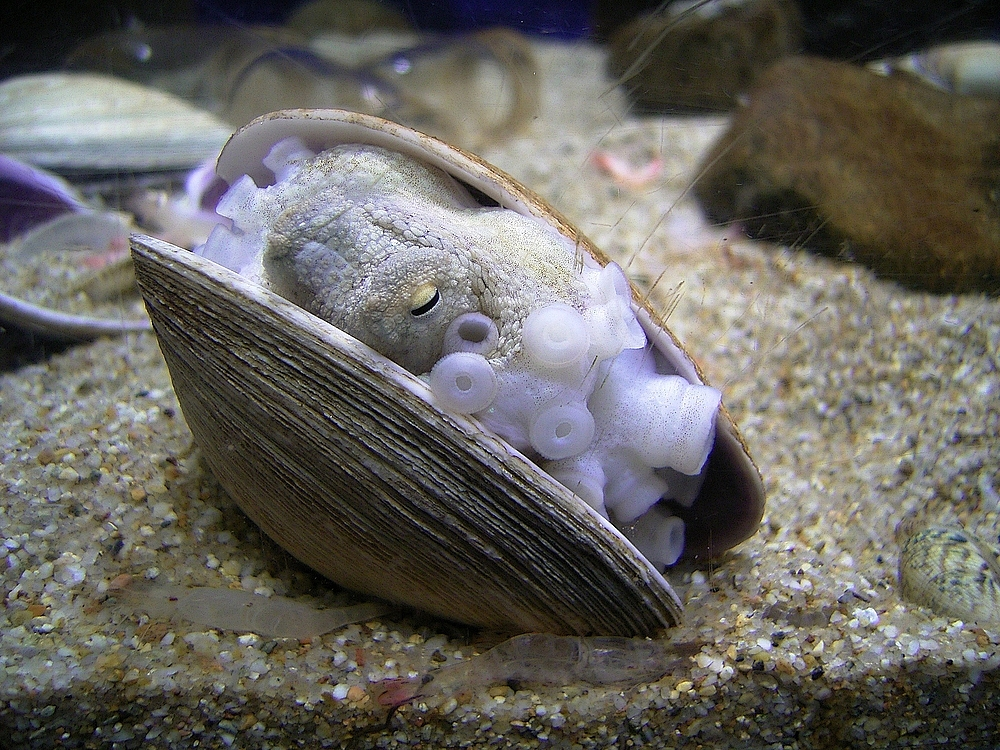
Um polvo escondido numa concha.

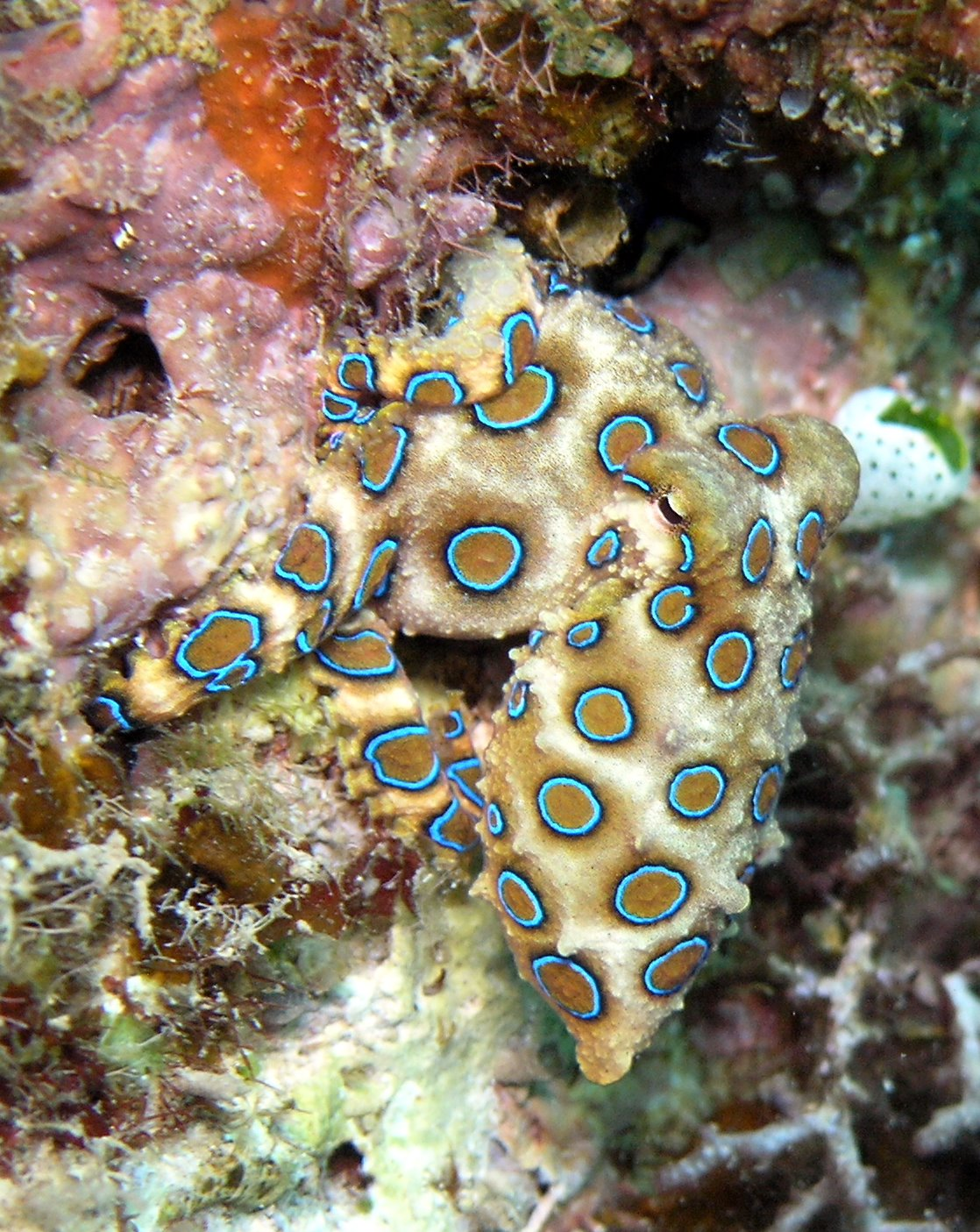
Polvo de anéis azuis (Hapalochlaena lunulata).

Principalmente conhecidos pela capacidade de liberar uma tinta quando em fuga, os polvos possuem três mecanismos típicos de defesa: glândulas de tinta, camuflagem e autotomia dos braços.
A maioria dos polvos é capaz de liberar uma densa nuvem de tinta, que os ajuda a escapar de predadores. A principal substância da tinta é composta por melanina que também dá a coloração dos cabelos e pele dos seres humanos. A nuvem de tinta também possui cheiro, sendo capaz de confundir predadores como tubarões que dependem muito do olfato para localizar a presa.
A camuflagem dos polvos é obtida através de algumas células especializadas de sua pele, podendo alterar a cor aparente e a opacidade de sua epiderme. Cromatóforos contêm pigmentos de cores como amarelo, laranja, vermelho, marrom e preto; a maioria das espécies possui três desses pigmentos embora algumas espécies tenham dois ou quatro. Outra característica de mudança de cor é obtida através de alteração da refletividade de células iridoforas e leucoforas (branca). A capacidade de mudança de cor também serve para alertar outros polvos sobre o perigo de ataque de um predador. O polvo de anéis azuis pode se tornar de um amarelo intenso com anéis azuis quando provocado.
Alguns polvos, quando ameaçados, têm a capacidade de autotomia dos braços de forma semelhante às lagartixas que podem liberar suas caudas. Os braços liberados servem como distrativos para os predadores em sua caça.
Polvos de poucas espécies, como o Thaumoctopus mimicus, têm um quarto mecanismo de defesa. Eles conseguem combinar a alta flexibilidade de seus corpos com a mudança de coloração imitando outros animais mais perigosos como o peixe-leão, cobras-do-mar e moreias. Também são capazes de alterar sua textura a fim de atingir uma camuflagem imitando pedras e algas.

## Reprodução
A reprodução é sexuada e inicia-se com um ritual de acasalamento que pode durar várias horas ou dias.  Biólogos consideram que quando a fêmea está pronta para a fecundação ela libera um feromônio sexual, que além de atrativo, previne que o parceiro sexual as devore (o canibalismo é comum em várias espécies de polvos). A fêmea pode ser fecundada por um ou mais parceiros sexuais nesse período. Quando aceite pela fêmea, os espermatozoides do polvo alojados no hectocótilo vão em direção ao útero da fêmea. Dependendo da espécie, a fêmea deposita os ovos fecundados num "ninho" em fileiras ou isoladamente  que podem atingir até 200 000 ovos. Durante a maturação dos ovos, a fêmea cuida deles, evitando que algas e outros organismos os ataquem. Ela também facilita a circulação de correntes de água a fim de que os óvulos recebam oxigenação suficiente. Durante esse período a fêmea não se alimenta e normalmente morre pouco depois dos ovos eclodirem. Depois de os ovos eclodirem, os filhotes, também conhecidos como Mini-Tentacloidis, vivem numa fase paralarvae. Nessa fase eles alimentam-se  de pequenos animais do plâncton tais como copépodes, e larvas de caranguejos e estrelas-do-mar. Deste modo, integram a cadeia alimentar de seres vivos maiores como águas-vivas e baleias. Depois da fase paralarvae, quando os filhotes tornam-se maiores, deixam a superfície dos mares, tornando-se adultos no fundo dos mares, em baixas profundidades.

## Órgãos sensoriais

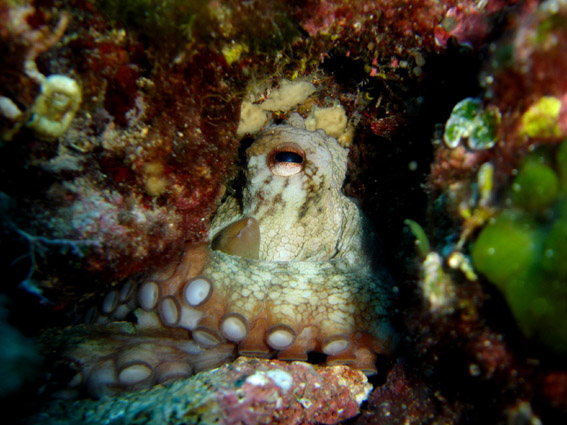
Olho do Octopus vulgaris

Polvos têm uma boa acuidade visual. Apesar de suas pupilas terem o formato de linha, levando a acreditar que sofram de astigmatismo, sua visão aparenta não sofrer de problemas de intensidade da luz em seu habitat. Acredita-se que eles não tenham visão em cores embora consigam distinguir a polarização da luz. Atrelados ao cérebro existem dois órgãos especiais, chamados de estatocistos, que permitem o sentido de orientação horizontal. O sistema nervoso automático mantém a fenda das pupilas sempre na posição horizontal.
Polvos também têm um apurado sentido de toque físico. As suas ventosas são equipadas com quimioreceptores de forma que os polvos podem sentir o gosto do objeto que estão tocando. Seus braços contém sensores de tensão, permitindo-os saber o quanto eles estão distentidos, embora tenham pouca percepção de posicionamento espacial nesses movimentos: os receptores de tensão são insuficientes para que ele saiba corretamente a posição de seus braços. Por ser um invertebrado fica pouco claro qual a capacidade cerebral necessária para permitir uma correta percepção do posicionamento de seus braços; a flexibilidade de seus braços é muito maior que a língua dos vertebrados. Como resultado os polvos tem um fraco sentido em reconhecer a forma dos objetos tocados. Ele consegue perceber as texturas dos objetos tocados mas não conseguem integrar, pelo tato, essas informações num objeto maior.
A autonomia neurológica de seus braços faz com que os polvos tenham grandes dificuldades de aprendizagem na orientação de sua locomoção. Não há uma precisão desses movimentos tanto no posicionamento preciso de seus braços nem uma retroalimentação precisa de seus movimentos. O único meio preciso de coordenação de seus movimentos e locomoção dá-se através da observação visual.
Os polvos atacam quando se sentem ameaçados.

## Inteligência
Os cefalópodes apresentam macroneurônios que só aparecem nesta classe e são mais desenvolvidos do que qualquer outro invertebrado.
Cerca de 1/3 dos neurônios do Polvo estão no cérebro. Teoricamente estes animais desenvolveram grande inteligência devido a necessidades de sobrevivência, por exemplo, devido à fragilidade de seu corpo (ausência de carapaça) em que a inteligência de seus ancestrais certamente aumentava as chances de fuga de ataques de predadores, além de auxiliar na captura com mais eficiência das diversas variedades de presas existentes em seu hábitat.
Os pesquisadores costumam observar a inteligência desses animais quando eles estão em cativeiro. Um pesquisador relata ter construído um robô submarino que ficava se movimentando em um grande tanque onde um polvo se encontrava. O polvo se “comunicou” com o robô e o desmontou peça por peça. Em outro caso, os funcionários do Santa Monica Pier Aquarium, na California, foram surpreendidos com 750 litros de água espalhados pelo piso ecologicamente construído. Acontece que um curioso polvo de duas pintas tinha desmontado a válvula de reciclagem de água e o cano, dirigido para fora do tanque, fez a água escoar durante 10 horas. Uma outra característica única dos moluscos é que, neles, duas áreas do cérebro se especializaram no armazenamento de memórias. Não é só o fato de terem cérebro maior e condensado, mas eles se destacam também por ter áreas no cérebro dedicadas à aprendizagem. E é nesse aspecto que se assemelham aos humanos, mas com um cérebro completamente diferente.
Em 2021 foi realizado um estudo que indicava que os polvos podem sentir dor psicológica de forma semelhante aos mamíferos, sendo a primeira prova desse comportamento em um animal invertebrado.

## Pesca de Polvo em Portugal
O polvo é em quantidade a quarta espécie mais pescada e desembarcada em Portugal. No triénio 2007 a 2009, as estimativas apontam para 9 950 toneladas por ano, em média, de desembarques. Se fizermos a análise por valor total pescado, é, ao lado da sardinha, uma das duas espécies com maior valor econômico, sendo mesmo a maior em 2008.

## Classificação
- Ordem Octopoda
- Subordem Cirrina
  - Família Cirroteuthidae
  - Família Grimpoteuthididae
  - Família Luteuthididae
  - Família Opisthoteuthidae
  - Família Stauroteuthidae
- Subordem Incirrina
  - Família Alloposidae
  - Família Amphitretidae
  - Família Argonautidae
  - Família Bolitaenidae
  - Família Idioctopodidae
  - Família Octopodidae
  - Família Ocythoidae
  - Família Tremoctopodidae
  - Família Vitreledonellidae